# Tipo binomial
En matemáticas, una serie polinómica de tipo binomial es una secuencia de polinomios indexada por {0, 1, 2, 3,...} en la que el índice de cada polinomio es igual a su grado, y que satisface la identidad siguiente:
{\displaystyle p_{n}(x+y)=\sum _{k=0}^{n}{n \choose k}\,p_{k}(x)\,p_{n-k}(y).}
Existen muchas de estas series. El conjunto de todas ellas forma un grupo de Lie bajo la operación de composición umbral, que se explica a continuación. Cada serie de tipo binomial puede expresarse a partir de los términos de los polinomios de Bell. A su vez, cada serie de tipo binomial es una serie de Sheffer (aunque la mayoría de las series de Sheffer no son de tipo binomial).
La moderna teoría sobre las series polinómicas ha superado por completo las vagas nociones del siglo XIX acerca del cálculo umbral.

## Ejemplos
- Como consecuencia de esta definición, el teorema del binomio puede establecerse diciendo que la serie {xn: n = 0, 1, 2,...} es de tipo binomial.
- La serie de factoriales descendentes está definida por

{\displaystyle (x)_{n}=x(x-1)(x-2)\cdot \cdots \cdot (x-n+1).}
(en la teoría de funciones especiales, esta misma notación denota los factoriales descendente y ascendente, aunque este uso actual es universal en el campo de la combinatoria). Se entiende que el producto es 1 si n = 0, ya que en ese caso es un producto vacío. Esta serie polinómica es de tipo binomial.
- Del mismo modo los factoriales ascendentes

{\displaystyle x^{(n)}=x(x+1)(x+2)\cdot \cdots \cdot (x+n-1)}
son una serie polinómica de tipo binomial.
- Los polinomios de Abel

{\displaystyle p_{n}(x)=x(x-an)^{n-1}\,}
son una serie polinómica de tipo binomial.
- Los polinomios de Touchard

{\displaystyle p_{n}(x)=\sum _{k=1}^{n}S(n,k)x^{k}}
donde S (n, k) es el número de particiones de un conjunto de tamaño n en k subconjuntos disjuntos no vacíos, es una serie de polinomios de tipo binomial. Eric Temple Bell los llamó polinomios exponenciales, y este término también aparece así en distintos textos. Los coeficientes S (n, k) son los números de Stirling de segunda especie. Esta serie tiene una conexión curiosa con la distribución de Poisson: si X es una variable aleatoria con una distribución de Poisson con el valor esperado λ, entonces E (Xn) = pn(λ). En particular, cuando λ = 1, se tiene que el n-ésimo momento de la distribución de Poisson con el valor esperado 1 es el número de particiones de un conjunto de tamaño n, llamado n-ésimo número de Bell. Este hecho sobre el momento n de una distribución de Poisson en particular constituye la fórmula de Dobinski.

## Caracterización por operadores delta
Se puede mostrar que una serie polinómica {pn(x): n = 0, 1, 2,...} es de tipo binomial si y solo si se cumplen las tres condiciones siguientes :
- Es una aplicación lineal en el espacio de polinomios en x, que se caracteriza por:

{\displaystyle p_{n}(x)\mapsto np_{n-1}(x)}
es equivariante al cambio, y
- p0(x) = 1 para todo x, y
- pn(0) = 0 para n> 0.

(La afirmación de que este operador es equivariante al cambio equivale a decir que la serie polinómica es una serie de Sheffer; el conjunto de series de tipo binomial se incluye correctamente dentro del conjunto de series de Sheffer).

### Operadores delta
Esa transformación lineal es claramente un operador delta, es decir, una transformación lineal equivalente al desplazamiento en el espacio de los polinomios en x que reduce los grados de los polinomios en 1. Los ejemplos más obvios de operadores delta son las diferencias finitas y la diferenciación. Se puede demostrar que cada operador delta puede escribirse como una serie de potencias de la forma
{\displaystyle Q=\sum _{n=1}^{\infty }c_{n}D^{n}}
donde "D" es la diferenciación (ténga en cuenta que el límite inferior de la suma es 1). Cada operador delta Q tiene una serie única de polinomios básicos, es decir, una serie polinómica que satisface
1. {\displaystyle p_{0}(x)=1,\,}
2. {\displaystyle p_{n}(0)=0\quad {\rm {para\ }}n\geq 1,{\rm {\ y}}}
3. {\displaystyle Qp_{n}(x)=np_{n-1}(x).\,}

Rota, Kahaner y Odlyzko demostraron en 1973 que una serie polinómica es de tipo binomial si y solo si es la serie de polinomios básicos de algún operador delta. Por lo tanto, este párrafo equivale a un criterio para generar tantas series polinómicas de tipo binomial como se desee.

## Caracterización por los polinomios de Bell
Para cualquier serie a1, a2, a3,... de escalares, sea
{\displaystyle p_{n}(x)=\sum _{k=1}^{n}B_{n,k}(a_{1},\dots ,a_{n-k+1})x^{k}.}
donde Bn,k (a1,..., an−k+1) es un polinomio de Bell. Entonces esta serie polinómica es de tipo binomial. Téngase en cuenta que para cada n ≥ 1,
{\displaystyle p_{n}'(0)=a_{n}.\,}
El principal resultado de estas relaciones se expresa como:
Teorema: Todas las series polinómicas de tipo binomial son de esta forma.
Un resultado de Mullin y Rota, repetido por Rota, Kahaner y Odlyzko (véanse las referencias que figuran a continuación) indica que cada serie polinómica { pn(x) }n de tipo binomial está determinada por la serie {  pn′(0) }n, pero esas fuentes no mencionan los polinomios de Bell.
Esta serie de escalares también está relacionada con el operador delta. Sea
{\displaystyle P(t)=\sum _{n=1}^{\infty }{a_{n} \over n!}t^{n}.}
Entonces
{\displaystyle P^{-1}\left({d \over dx}\right)\,}
Es el operador delta de esta serie.

## Caracterización por una identidad de convolución
Para las series an, bn, n = 0, 1, 2,..., se define un tipo de convolución por
{\displaystyle (a{\mathbin {\diamondsuit }}b)_{n}=\sum _{j=0}^{n}{n \choose j}a_{j}b_{n-j}.}
Sea {\displaystyle a_{n}^{k\diamondsuit }\,} el n-ésimo término de la serie
{\displaystyle \underbrace {a{\mathbin {\diamondsuit }}\cdots {\mathbin {\diamondsuit }}a} _{k{\text{ factors}}}.\,}
Entonces, para cualquier serie ai, i = 0, 1, 2,..., con a0 = 0, la serie definida por p0 (x) = 1 y
{\displaystyle p_{n}(x)=\sum _{k=1}^{n}{a_{n}^{k\diamondsuit }x^{k} \over k!}\,}
para n ≥ 1, es de tipo binomial, y cada serie de tipo binomial es de esta forma. Este resultado se debe a Alessandro di Bucchianico (véanse las referencias que figuran a continuación).

## Caracterización por generación de funciones
Las series polinómicas de tipo binomial son precisamente aquellas cuyas funciones generadoras son series de potencias formales (no necesariamente convergentes) de la forma
{\displaystyle \sum _{n=0}^{\infty }{p_{n}(x) \over n!}t^{n}=e^{xf(t)}}
donde f (t) es una serie de potencias formal cuyo término constante es cero y cuyo término de primer grado no es cero. Se puede demostrar mediante el uso de la versión de serie de potencias de la fórmula de Faà di Bruno que
{\displaystyle f(t)=\sum _{n=1}^{\infty }{p_{n}\,'(0) \over n!}t^{n}.}
El operador delta de la serie es f−1 (D), por lo que
{\displaystyle f^{-1}(D)p_{n}(x)=np_{n-1}(x).}

### Una forma de pensar sobre estas funciones generadoras
Los coeficientes en el producto de dos series formales de potencias
{\displaystyle \sum _{n=0}^{\infty }{a_{n} \over n!}t^{n}}
y
{\displaystyle \sum _{n=0}^{\infty }{b_{n} \over n!}t^{n}}
son
{\displaystyle c_{n}=\sum _{k=0}^{n}{n \choose k}a_{k}b_{n-k}}
(véase también el producto de Cauchy). Si se piensa en x como un parámetro que indexa una familia de tales series de potencias, entonces la identidad binomial dice, en efecto, que las series de potencias indexadas por x+y son el producto de las indexadas. por x y por y. Por lo tanto, la x es el argumento de una función que asigna sumas a productos: una función exponencial
{\displaystyle g(t)^{x}=e^{xf(t)}}
donde f(t) tiene la forma indicada anteriormente.

## Composición de las series polinómicas
El conjunto de todas las series polinómicas de tipo binomial es un grupo en el que su operación definitoria es la "composición umbral" de las series polinómicas. Esta operación se define de la siguiente manera. Suponiendo {pn (x): n = 0, 1, 2, 3,...} y {qn (x): n = 0, 1, 2, 3,...} son series polinómicas, y
{\displaystyle p_{n}(x)=\sum _{k=0}^{n}a_{n,k}\,x^{k}.}
Luego, la composición umbral p o q es la serie polinómica cuyo término n es
{\displaystyle (p_{n}\circ q)(x)=\sum _{k=0}^{n}a_{n,k}\,q_{k}(x)}
(el subíndice n aparece en pn, ya que este es el término n de esa serie, pero no en q, ya que se refiere a la serie como un todo en vez de a cada uno de sus términos).
Con el operador delta definido por una serie de potencias en D como antes, la biyección natural entre los operadores delta y las series polinómicas de tipo binomial, también definidas anteriormente, es un isomorfismo de grupo, en el que la operación de grupo formal sobre las series de potencias es la composición formal de las series de potencias.

## Cumulantes y momentos
La serie κn de los coeficientes de los términos de primer grado en una serie polinómica de tipo binomial pueden denominarse cumulantes de la serie polinómica. Se puede demostrar que toda la serie polinómica de tipo binomial está determinada por sus cumulantes, de acuerdo con el análisis incluido en el artículo titulado cumulante. Así
{\displaystyle p_{n}'(0)=\kappa _{n}=\,} es el n-ésimo cumulante
y
{\displaystyle p_{n}(1)=\mu _{n}'=\,} es el n-ésimo momento.
Estos son cumulantes formales y momentos formales, en oposición a los cumulantes de una distribución de probabilidad y los momentos de una distribución de probabilidad.
Sea
{\displaystyle f(t)=\sum _{n=1}^{\infty }{\frac {\kappa _{n}}{n!}}t^{n}}
la función generadora del cumulante (formal). Entonces
{\displaystyle f^{-1}(D)\,}
es el operador delta asociado con la serie polinómica, es decir, se tiene que
{\displaystyle f^{-1}(D)p_{n}(x)=np_{n-1}(x).\,}

## Aplicaciones
El concepto del tipo binomial tiene aplicaciones en combinatoria, probabilidad, estadística y una gran variedad de otros campos.